# Route 93 (Islande)
Pour les articles homonymes, voir Route 93.
La Route 93 (Þjóðvegur 93) ou Seyðisfjarðarvegur est une route islandaise qui relie Egilsstaðir à Seyðisfjörður dans la région de Austurland.

## Trajet
- Egilsstaðir
- Seyðisfjörður